# Zhulan (sockenhuvudort i Kina, Jiangxi Sheng, lat 25,63, long 115,71)
Zhulan är en sockenhuvudort i Kina. Den ligger i provinsen Jiangxi, i den sydöstra delen av landet, omkring 340 kilometer söder om provinshuvudstaden Nanchang. Antalet invånare är 14 968. Befolkningen består av 7 289 kvinnor och 7 679 män. Barn under 15 år utgör 29,0 %, vuxna 15-64 år 62 %, och äldre över 65 år 8,0 %.
Runt Zhulan är det ganska tätbefolkat, med 155 invånare per kvadratkilometer. Närmaste större samhälle är Huichang, 7,3 km öster om Zhulan. I omgivningarna runt Zhulan växer i huvudsak blandskog.
Genomsnittlig årsnederbörd är 1 965 millimeter. Den regnigaste månaden är maj, med i genomsnitt 358 mm nederbörd, och den torraste är oktober, med 19 mm nederbörd.